# 拉埃
拉埃，是愛沙尼亞哈爾尤縣的一個鄉村型市镇，位於該國北部，行政中心設於于里。市镇面積207平方公里，2021年人口21,237，人口密度每平方公里103人。

## 行政管理
拉埃市镇包括5个小镇和27个村庄。